# Neoherminia
Neoherminia là một chi bướm đêm thuộc họ Erebidae.